# Nina Dumbadze
Nina Dumbadze (Unión Soviética, 23 de mayo de 1919-14 de abril de 1983) fue una atleta soviética, especializada en la prueba de lanzamiento de disco en la que llegó a ser medallista de bronce olímpica en 1952.

## Carrera deportiva
En los JJ. OO. de Helsinki 1952 ganó la medalla de bronce en el lanzamiento de disco, con una marca de 46.29, siendo superada por sus compatriotas soviéticas Nina Romashkova y Elizaveta Bagryantseva (plata).